# 李璉 (嘉靖進士)
李璉（1521年—？），字從商，號鳳巖，順天府薊州遵化縣人，民籍，明朝政治人物。

## 生平
嘉靖十九年（1540年）庚子科順天鄉試第五十名舉人，三十二年（1553年）癸丑科三甲第四十一名進士。吏部觀政，授霍丘縣知縣，三十八年（1559年）九月升戶科給事中，四十一年（1562年）二月出為山西按察司僉事。

## 家族
曾祖李恩；祖父李全；父李文寓。母郭氏；繼母彭氏。兄李璋、李瑚，弟李班。